# Југ Богданова црква у Прокупљу
Југ Богданова или Латинска црква се налази у центру данашњег Прокупља, недалеко старе градске цркве, са краја IX или почетка X века. Подигао ју је највероватније неки локални властелин, средином XIV века, у подграђу Прокупачког града, а у њеној унутрашњости су делимично очувани остаци живописа. На цркви су обављени конзерваторско-рестаураторски радови и она се данас налази под заштитом Републике Србије, као споменик културе од великог значаја.

## Назив цркве
Југ Богданова црква је назив везан за митског Југ Богдана (историјског жупана Вратка Немањића), који је, према народном предању, владао овим крајем и подигао Прокупачко утврђење. Ова народна традиција је очувана до данас, па се поред цркве, по њему данас зову и најочуванија кула некадашњег утврђења, главна градска улица, оближње село, а та традиција је и симболично представљена на грбу града.
Латинска црква је назив који је настао по Дубровчанима тј. Латинима (пошто су као католици вршили богослужење на латинском језику), који су током XVII и XVIII века имали своју колонију у Прокупљу и користили су цркву као своју богомољу.

## Положај, архитектура и живопис
Југ Богданова црква је подигнута средином XIV века, на врху уског превоја званог Брана, који представља једини копнени прилаз брду Хисар и утврђењу на њему. Назив Брана потиче од епигеније реке Топлице, која се, од превоја, окреће за 180° и тече „уназад“ да би обишла брдо Хисар са три стране, након чега наставља свој пут ка истоку и Јужној Морави.
Место на коме је црква подигнута, коришћено је за верске објекте и пре њеног подизања. Грађевина је подигнута на месту ранохришћанске базилике, чији се темељи данас виде око цркве, док је сама базилика подигнута на месту храма посвећеног Херкулу, чија је статуа пронађена на том месту током археолошких истраживања. Сматра се да је Херкулов храм припадао римском Хамеуму, док је базилика била део византијског Комплоса.
Црква је мала једнобродна грађевина, са полукружном апсидом. На њеној западној страни су темељи нартекса, изнад улаза се очувала ниша у којој се раније налазио приказ свеца заштитника, док се на бочним странама налази по један мали прозор, налик пушкарници. У њеној градњи је коришћен жућкасти камен и црвенкаста опека, тако да је црквена спољашњост украшена наизменичним редовима камена и опеке. Овај начин градње је преузет из византијске архитектуре, а био је практично неизоставан елемент на црквама Вардарског (од краја XIII века до краја XIV века) и Моравског стила (од седме деценије XIV века до 1459. године) српске архитектуре.
Живопис Југ Богданове цркве је само делимично очуван, а поред наративности, одликују га светао колорит, јаки светло-тамни контрасти и коректност цртежа.

## Галерија
- Поглед са северозапада на Југ Богданову цркву
- Поглед са југоистока на Југ Богданову цркву